# Proceratophrys cururu
Proceratophrys cururu é uma espécie de anfíbio  da família Odontophrynidae.
É endémica do Brasil.
Os seus habitats naturais são: savanas húmidas, matagal húmido tropical ou subtropical, rios e rios intermitentes.
Está ameaçada por perda de habitat.